# الحاوي (شبام)

تعديل مصدري - تعديل

الحاوي هي إحدى قرى عزلة شبام بمديرية شبام التابعة لمحافظة حضرموت، بلغ تعداد سكانها 1208 نسمة حسب تعداد اليمن لعام 2004.